# Эт-Тафила (мухафаза)
Эт-Тафи́ла — (араб. محافظة الطفيلة‎) — мухафаза на западе Иордании.
- Административный центр — Эт-Тафила.
- Площадь — 2 209 км², население — 87 500 человек (2012 год).

## География
На севере граничит с мухафазой Эль-Карак, на юго-востоке с мухафазой Маан, на юге с мухафазой Акаба, на западе с Израилем.
На территории провинции находится биосферный резерват Дана (араб. محمية ضانا‎ (Мхмия Дана); англ. Dana Nature Reserve).

## Экономика
В Рашадия располагается крупный завод по производству цемента. В Ал-Хасе находится большой рудник по добыче фосфатов.

## Административное деление
Мухафаза разделена на 3 района:
- Al-Hasa
- Al-Tafila
- Bisaira